# Le Drapeau de Krivoï Rog
Pour plus de détails, voir Fiche technique et Distribution.
Le Drapeau de Krivoï Rog (Die Fahne von Kriwoj Rog) est un film est-allemand réalisé par Kurt Maetzig, sorti en 1967. Il est adapté d'un roman d'Otto Gotsche (de) publié en 1959, lui-même inspiré de faits réels s'étant déroulé à Krivoï Rog.

## Synopsis
En 1945 alors que l'armée soviétique s'approche au milieu des épaves de chars allemands, les Brosowski portent haut le « drapeau de Krivoï-Rog » dont des flash basck expliquent l'histoire.
Le premier flashback se fait en 1929 à Gerbstedt dans le Mansfelder Land (de), une région minière de la province prussienne de Saxe, aujourd'hui située dans le Land de Saxe-Anhalt : Otto Brosowski père est chargé d'écrire une lettre à leurs homologues soviétiques de Krivoï Rog pour leur décrire les conditions dans lesquelles lui et ses collègues travaillent. Cette lettre devient célèbre et quand son employeur, la société Mansfeld AG, apprend qu'il en est l'auteur, il le licencie sous un prétexte quelconque.
Peu de temps après, Brosowski père reçoit une réponse de ses collègues d'Union soviétique. Elle est accompagnée du drapeau du combinat minier local. Il devient dès lors très symbolique pour les habitants de la ville qui le montrent à différentes occasions, notamment lors de l'enterrement du secrétaire du parti communiste local, tué lors d'une attaque des SA.
L'illégalité, la fuite, la torture et la peur de la terreur nazie sont représentées dans le film, tout comme la dissimulation permanente du drapeau, qui ne réapparaît qu'après la guerre et doit être défendu une dernière fois. Cette fois-ci contre les troupes d'occupation américaines.

## Fiche technique
- Titre français : Le Drapeau de Krivoï Rog[2]
- Titre original : Die Fahne von Kriwoj Rog
- Réalisateur : Kurt Maetzig
- Scénario : Hans-Albert Pederzani (de)
- Photographie : Roland Dressel (de), Erich Gusko (de)
- Montage : Brigitte Krex (de)
- Musique : Gerhard Rosenfeld (de)
- Sociétés de production : Deutsche Film AG
- Pays de production :  Allemagne de l'Est
- Langue de tournage : allemand
- Format : Noir et blanc - 2,35:1 - Son mono - 35 mm
- Durée : 109 minutes (1h49)
- Genre : Film dramatique
- Dates de sortie :
  - Allemagne de l'Est : 25 octobre 1967

## Distribution
- Erwin Geschonneck : Otto Brosowski père
- Marga Legal (de) : Minna Brosowski
- Helmut Schellhardt (de) : Otto Brosowski fils
- Harry Hindemith : Zonkel, le bourgmestre
- Fred-Arthur Geppert (de) : Rüdiger
- Eva-Maria Hagen : Elfriede
- Manfred Krug : Jule Hammer
- Jochen Thomas (de) : Bode
- Frank Panzer : Walter à 12 ans
- Kaspar Eichel (de) : Walter
- Angela Brunner (de) : Mme Bienert
- Willi Neuenhahn (de) : Mellendorf
- Martin Flörchinger (de) : le prêtre
- Alfred Müller : Directeur Niedermeyer
- Rolf Ripperger (de) : Bubi von Alvensleben
- Ilse Voigt (de) : Frau Bode

## Production
Le scénario du Drapeau de Krivoi Rog a été adapté du roman populaire du même nom d'Otto Gotsche (de), qui a été intégré au programme scolaire de l'Allemagne de l'Est. Le roman de Gotsche est inspiré des événements réels qui se sont déroulés à Gerbstedt avant et pendant la Seconde Guerre mondiale : un homme du nom d'Otto Brosowski avait caché un drapeau rouge qu'il avait reçue des mineurs de Krivoï Rog. Le film de Maetzig a été produit pour le 50e anniversaire de la révolution d'Octobre.

## Accueil
Le film a été visionné par 2 772 000 spectateurs au cours des deux mois entre sa sortie le 27 octobre 1967 et la fin de l'année 1967, dont 750 000 au cours des deux premières semaines ; ce chiffre inclut également ceux qui l'ont vu lors des projections dans les fermes collectives et les écoles. Il est devenu le deuxième film est-allemand le plus populaire de l'année, après le western Chingachgook, die grosse Schlange.
Maetzig, le scénariste Hans-Albert Pederzani, les acteurs Erwin Geschonneck et Marga Legal et le chef opérateur Erich Gusko ont tous reçu le Prix national, 1re classe, le 3 octobre 1968. Le film a également remporté le prix cinématographique du magazine Junge Welt.
Heiko R. Blum a écrit que « le style pathétique, les mots creux... ne peuvent pas détruire la qualité pittoresque de ce film impressionnant, qui est modelé sur les épopées soviétiques classiques ». Le Filmlexikon décrit Le Drapeau de Krivoï Rog comme d'« un film impressionnant, historiquement perspicace, qui transmet sa propagande de manière humaine ».